# Mathieu Blanchon
Mathieu Blanchon est un homme politique français né le 26 février 1735 à Chazelles-sur-Lyon (Loire) et décédé le 18 juillet 1809 au même lieu.
Cultivateur à Montferrand, il est député de Rhône-et-Loire de 1791 à 1792, siégeant dans la majorité.

## Sources
- « Mathieu Blanchon », dans Adolphe Robert et Gaston Cougny, Dictionnaire des parlementaires français, Edgar Bourloton, 1889-1891 [détail de l’édition]